# Виртаранта, Пертти
Эркки Пертти Илмари Виртаранта (фин. Erkki Pertti Ilmari Virtaranta; 20 мая 1918 года, Каркку — 9 июля 1997 года, Хельсинки) — финский лингвист, выдающийся исследователь и летописец прибалтийско-финской культуры, профессор финского языка в Хельсинкском университете. Много путешествовал среди людиков, карелов (включая тверских карелов), вепсов и американских финнов. Виртаранта был членом Академии Финляндии. Также был первым главным редактором шеститомного словаря карельского языка, изданного в период с 1968 по 2005 год.

## Биография
Родители будущего учёного — преподаватели народной школы Вихтори Арвид Виртаранта (1879—1959) и Сигрид Йосефиина Хиетаранта (1881—1983). В 1936 году Пертти окончил школу совместного обучения в Тюрвяя и поступил в Хельсинкский университет. В 1943 году защитил кандидатскую диссертацию по философии, в 1946 — докторскую. Преподавал финский язык в Лундском университете в Швеции с 1948 по 1955 год. В это время он, помимо прочего, проводит интервью со многими финнами-ингерманландцами, бежавшими после войны в Швецию. С 1956 по 1959 Пертти Виртаранта служил доцентом кафедры финского языка и культуры в Хельсинкском университете; в 1959−1981 — профессор; в 1969—1975 — декан историко-лингвистического факультета. Также с 1955 по 1983 год был главным редактором Словаря карельского языка, издававшегося ежегодно. В 1990 году удостоен звания академика.
В молодости Пертти Виртаранта занимался изучением феннистики, исследуя диалекты, распространённые в области Сатакунта; об истории их развития написал докторскую диссертацию. Первую экспедицию в Карелию он совершил ещё во время советско-финской войны 1941-1944 годов. В трудах Виртаранта, помимо прочего, подробно раскрыт деревенский быт носителей различных диалектов финского и карельского языков. Основой для них послужили не только исторические документы и научная литература, но и многочисленные беседы, которые он проводил со старожилами финских, карельских и вепсских деревень (за что его прозвали «современным Лённрутом»). Кроме того, Пертти Виртаранта брал интервью у ряда деятелей финской культуры, включая писателей Ф. Э. Силланпяя и Вяйнё Линна.
Многие из своих трудов он написал в соавторстве с женой — магистром философии Хелми Виртаранта (в девичестве Линна, 1919—1999), которая также была лингвистом и филологом.
В 1985 году Пертти Виртаранта принял участие в организации «Дней старинной литературы», проходивших в Ваммала (область Пирканмаа).
В 1998, спустя год после смерти учёного, в Финляндии был образован фонд помощи тверским карелам имени Пертти Виртаранта.